# Pornografía de pokémon
Pokémon, una franquicia de medios desarrollada por Game Freak y publicada por Nintendo, ha recibido una notable cantidad de pornografía creada por fans (también conocida como poképorn o poképorno ), hasta el punto de transformar la franquicia en una de las que más contenido pornográfico tiene. El contenido  pornográfico de la franquicia suele incluir tanto a las criaturas conocidas como Pokémon como a sus entrenadores, en caso de los Pokémon se pueden presentar de dos formas en esta clase de material, una con un aspecto más humanizado, conocidos como Anthros y otro con un aspecto más similar a sus versiones oficiales, conocidos como Feral. Este tipo de contenido suele encontrarse en tableros de imágenes como e621, en sitios pornográficos como Pornhub (en donde se suelen encontrar videos 3D y Live-Action), así como en redes sociales como Twitter/X y en sitios web propiamente para artistas como Devianart y Pixiv (este último siendo usado mayormente por artistas japoneses), cabe destacar la existencia de r/Pokeporn, un subreddit dedicado a compartir este tipo de material y que tiene cerca de 477.000 miembros a fecha de diciembre del 2024. 

## Historia
En 1999, ocurrió quizás el primer caso de Pokémon relacionado con la pornografía, en lo que se denominó el incidente del doujinshi de Pokémon, una artista japonesa fue arrestada por producir doujinshi erótico protagonizados por Ash Ketchum y Pikachu, los protagonistas del anime de Pokémon , lo que desató un gran revuelo mediático, no solo por la violación a las leyes de propiedad intelectual de Japón, sino por, claramente, el contenido explícito estos doujins. De acuerdo con Nintendo, el manga "destruía la imagen de Pokémon" 
A finales de la década de 2010, las parodias pornográficas de acción en vivo con temática de Pokémon llamaron la atención de los medios y, tras el lanzamiento de Pokémon Go en 2016, las búsquedas de pornografía relacionada con la franquicia habían aumentado significativamente, teniendo como principales consumidores, a fecha del 2016, a países de Latinoamérica como son Bolivia, Perú y Chile, según datos proporcionados por Pornhub.

## Actualidad
Especies clásicas como Lucario, Lopunny, Eevee y Gardevoir, así como especies de entregas más recientes, como Braixen, Meowscarada y Cinderace son ejemplos de Pokémon particularmente conocidos por ser sexualizados.
La comunidad ha inspirado memes que se hicieron conocidos más allá del propio fandom, como el famoso "Copypasta de Vaporeon", el cual surgió en diciembre del año 2018 en 4chan, y en donde se habla sobre la supuesta compatibilidad entre seres humanos y Vaporeon a la hora de tener relaciones sexuales